# Gare de Mayet
Gare de Mayet vasútállomás Franciaországban, Mayet településen.

## Vasútvonalak
Az állomást az alábbi vasútvonalak érintik:
- Tours–Le Mans-vasútvonal

## Kapcsolódó állomások
A vasútállomáshoz az alábbi állomások vannak a legközelebb:
- Gare d’Écommoy (Gare du Mans, Tours–Le Mans-vasútvonal)
- Gare d’Aubigné-Racan (Gare de Tours, Tours–Le Mans-vasútvonal)